# Blok rozdzielczy
Blok rozdzielczy, blok listew rozdzielczych – urządzenie do rozdziału energii elektrycznej instalowane w rozdzielnicach elektrycznych. 
Występują różnego rodzaju bloki rozdzielcze różniące się pojemnością, sposobem przyłączania i umiejscowieniem w rozdzielnicy. Bloki rozdzielcze wykonuje się najczęściej z mosiądzu (małe bloki rozdzielcze) lub miedzi lub aluminium (duże bloki rozdzielcze)
Wyróżnia się między innymi:
- Bloki rozdzielcze o kompaktowej budowie
- Modułowe bloki rozdzielcze
- Bloki listew montażowych
- Przelotowe bloki rozdzielcze

## Parametry
Podstawowe parametry bloku rozdzielczego to:
- Napięcie izolacji
- Napięcie udarowe wytrzymywane
- Prąd znamionowy
- Przyłączalność znamionowa
- Wartość skuteczna prądu zwarcia
- Liczba zacisków
- Stopień zanieczyszczenia

## Przykłady
- Bloki rozdzielcze serii AUX na szynę TH 35 firmy SIMET
  - Blok rozdzielczy AUX38073 (wejście: (3 × 1) × 16 … 70 mm², wyjście: (3 × 6) × 2,5 … 16 mm²)
  - Blok rozdzielczy AUX38074N, AUX38074PE (wejście: 1 × 16 … 70 mm², wyjście: 10 × 2,5 … 16 mm²)
  - Blok rozdzielczy AUX38503 (wejścia: 1 × 95 … 240 mm², wyjścia 6 × 10 … 50 mm²)